# Karl Rottenschlager
Karl Rottenschlager (* 2. Dezember 1946 in Steyr) ist österreichischer Sozialarbeiter und Publizist.

## Leben
Rottenschlager studierte Theologie in Wien und war Sozialarbeiter in der Justizanstalt Stein.
Er gründete im Jahr 1982 die Emmausgemeinschaft St. Pölten, ein assoziiertes Mitglied der Emmausbewegung nach Abbé Pierre, als Organisation der Österreichischen Caritas für die Integration von Menschen nach ihrem Strafvollzug, in Folge eine Gemeinschaft für sozial benachteiligte Menschen.
Die Gemeinschaft umfasst mittlerweile vier Wohnheime, drei Notschlafstellen, zwei Tageszentren und vier Betriebe, die den Einstieg in den Berufsalltag erleichtern sollen.
Rottenschlager ist Gründer eines Sozialmarktes mit Einkaufspässen für Personen mit geringem Einkommen in St. Pölten.

## Schriften
- Strafvollzugsreform, Sozialtherapie und Resozialisierungsprojekte als Herausforderung der Gefangenenpastoral, Kath.-Theol. Diplomarbeit, Universität Wien, 1980.
- Das Ende der Strafanstalt. Menschenrechte auch für Kriminelle? Herold, Wien 1982, ISBN 3-7008-0215-3.
- Emmaus. Oasen in einer Gesellschaft mit beschränkter Hoffnung. Illustration von Franz Marsam, Landesverlag Pressehaus NÖ, St. Pölten 1988, ISBN 3-85326-873-0.
- Gewalt endet, wo Liebe beginnt. Ausgestoßene in heilender Gemeinschaft. Landesverlag Pressehaus NÖ, St. Pölten 1994, ISBN 3-85326-008-X.
- Es gibt keinen hoffnungslosen Fall.	Das sozialpädagogische Konzept der Emmausgemeinschaft St. Pölten. Landesverlag Pressehaus NÖ, St. Pölten 1997, ISBN 3-85326-083-7.
- Emmaus. Oase in einer Gesellschaft mit beschränkter Hoffnung. Landesverlag Pressehaus NÖ, St. Pölten 1999, ISBN 3-85214-749-2.
- mit Walter Feninger und Ernst Punz: Jedem Menschen seine Würde. 20 Jahre Emmaus. Landesverlag Pressehaus NÖ, St. Pölten 2002, ISBN 3-85214-769-7.
- mit Walter Feninger und Bernhard Herzberger: Orte der Hoffnung. 25 Jahre Emmausgemeinschaft St. Pölten. Verlag Emmausgemeinschaft, St. Pölten 2007, ISBN 978-3-9502410-0-6.

## Filmographie
- Werner Ertel: Orte der Hoffnung: Karl Rottenschlager und seine Emmausgemeinschaft, Feierabend, ORF 2, 8. April 2007, DVD Medienstelle der Diözese St. Pölten 10min.[3]

## Auszeichnungen
- 2008: Löwenherz-Preis in der Kategorie Soziales[4]
- 2013: Europäische Friedensrose Waldhausen[5]
- 2014:  Goldenes Ehrenzeichen für Verdienste um das Bundesland Niederösterreich[6]
- 2022: Goldenes Verdienstzeichen der Republik Österreich[7]